# Hoya de Huidobro
La Hoya de Huidobro es una cuenca repartida entre los términos municipales de Huidobro y Villaescusa del Butrón, en Las Merindades (Burgos). La Hoya es un relieve geomorfológico de aspecto circular casi totalmente aislado del exterior por relieves verticales de bastante magnitud, siendo la más notable la Peña Otero de 1205m situada al extremo oeste. La Hoya posee un gran bosque de hoja caducifolia, mayoritariamente hayas y robles y una abundante fauna. El único núcleo habitado es Huidobro, que en 2013 tenía censadas cinco personas. 

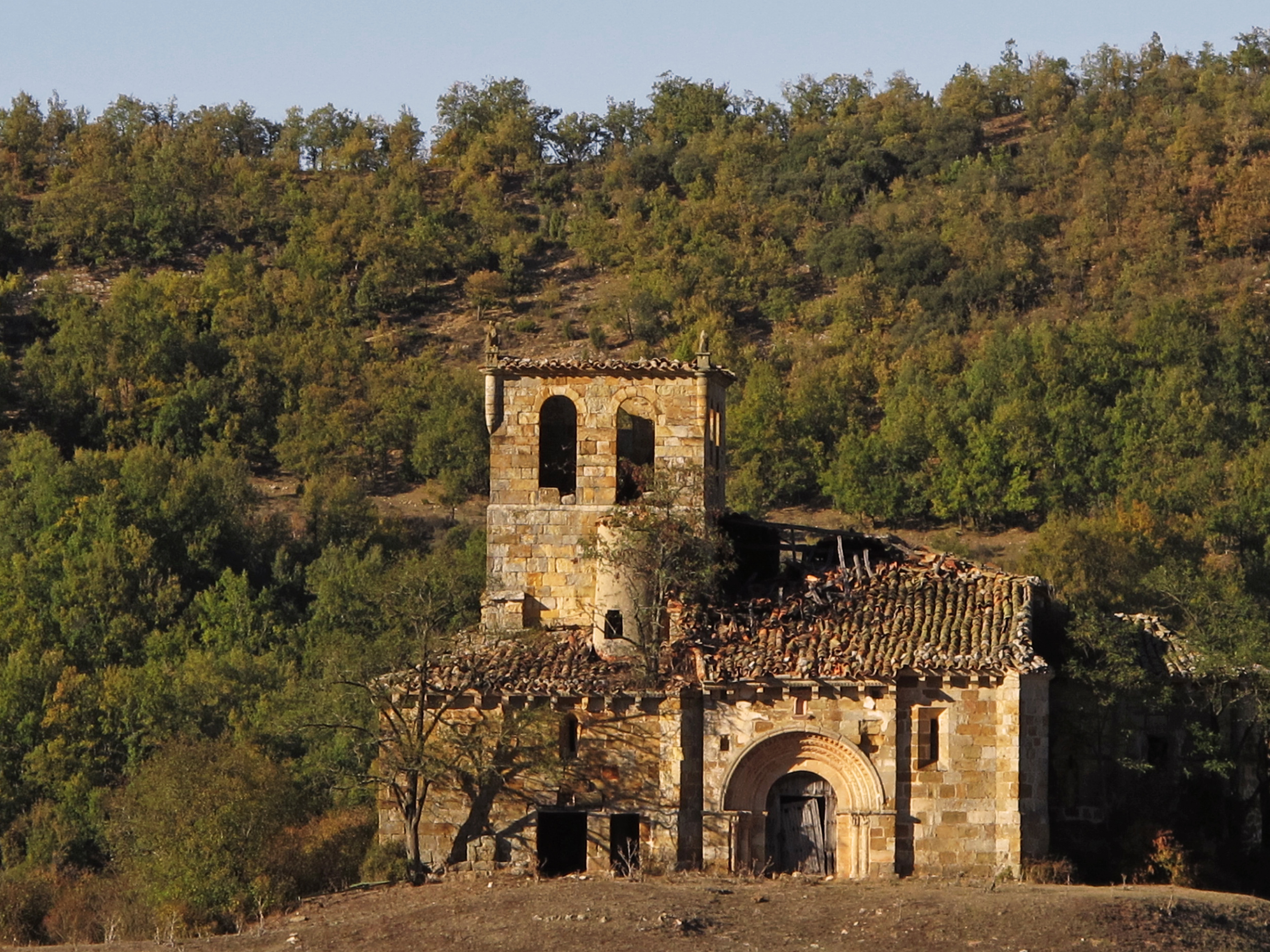
Ruinas de la Iglesia de San Clemente (S, XII) en Huidobro

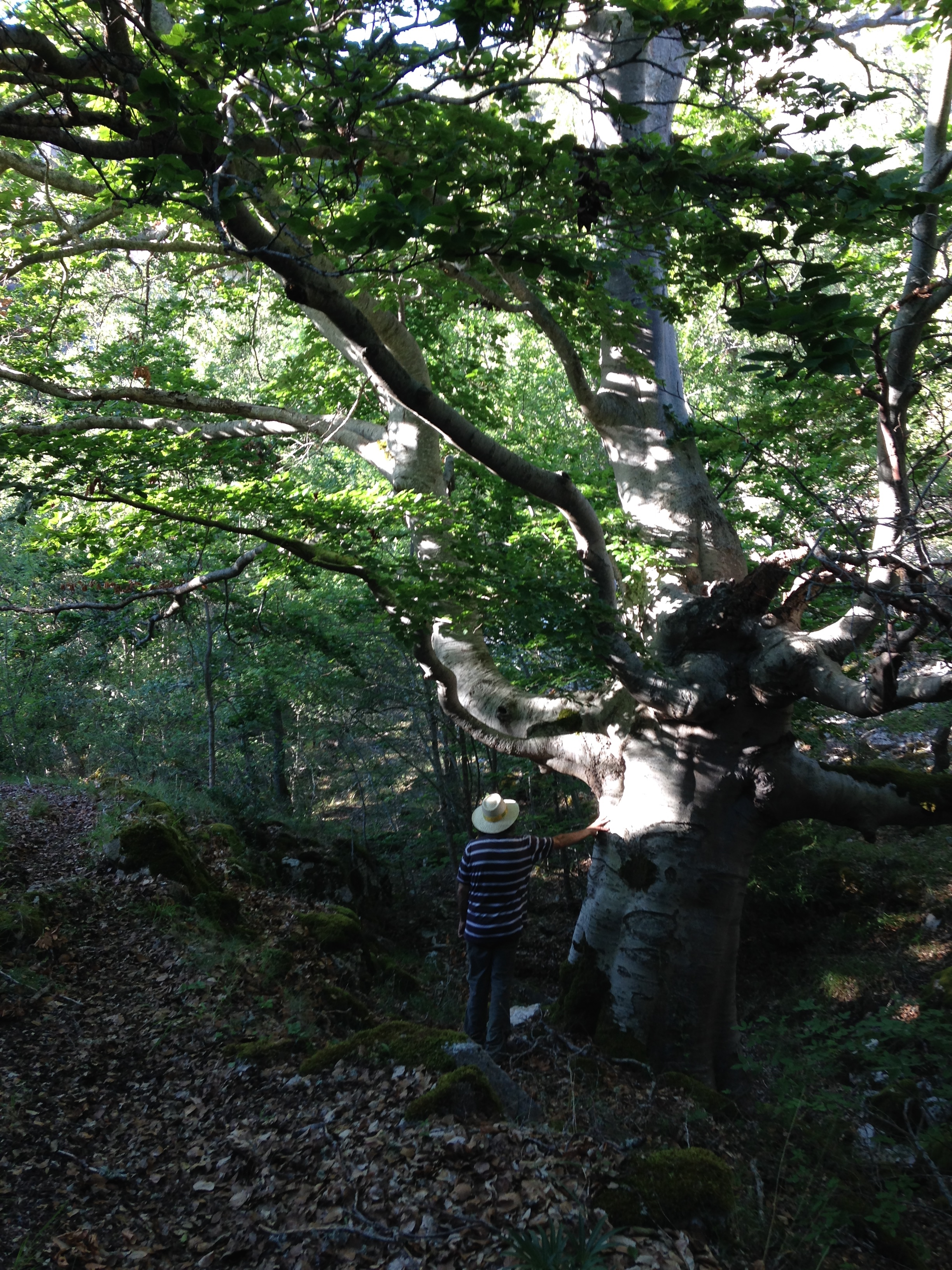
Haya centenaria

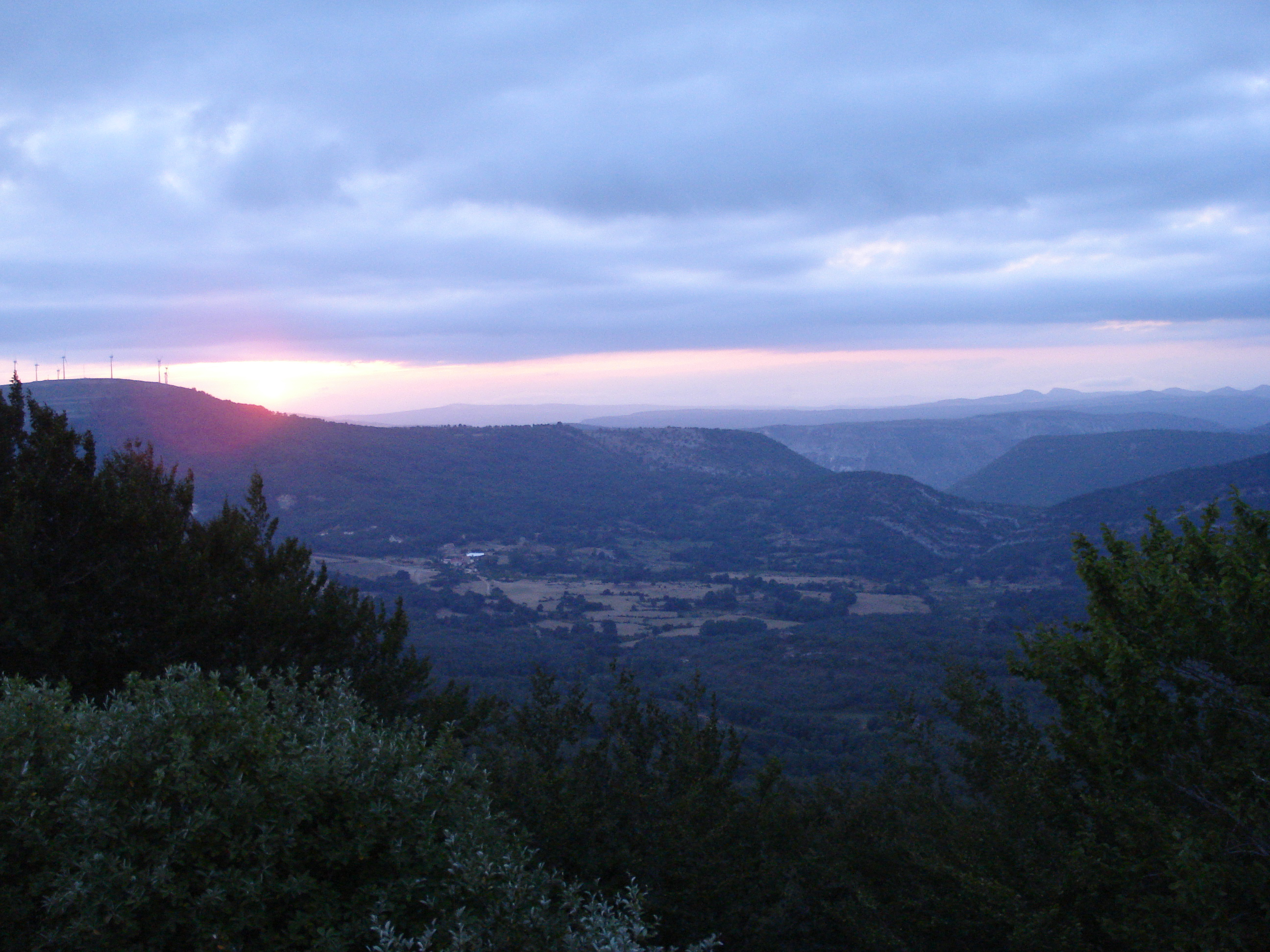
Vista de la Hoya. A la derecha del pueblo de Huidobro, el barranco de la Tejera, detrás, el cañón del Ebro

La presencia humana en la Hoya se remonta a la Edad del Bronce, y alberga numerosos vestigios, un castro, un eremitorio, varios dólmenes y la iglesia románica de San Clemente (siglo XII) catalogada BIC pero en ruina progresiva. También la minería tuvo su importancia y aún hoy se pueden ver un pozo de petróleo y una mina de cobre, ambos sin ya explotación.
Desde 2007 la Hoya y su extenso hayedo forman parte del parque natural de las Hoces del Alto Ebro y Rudrón. 

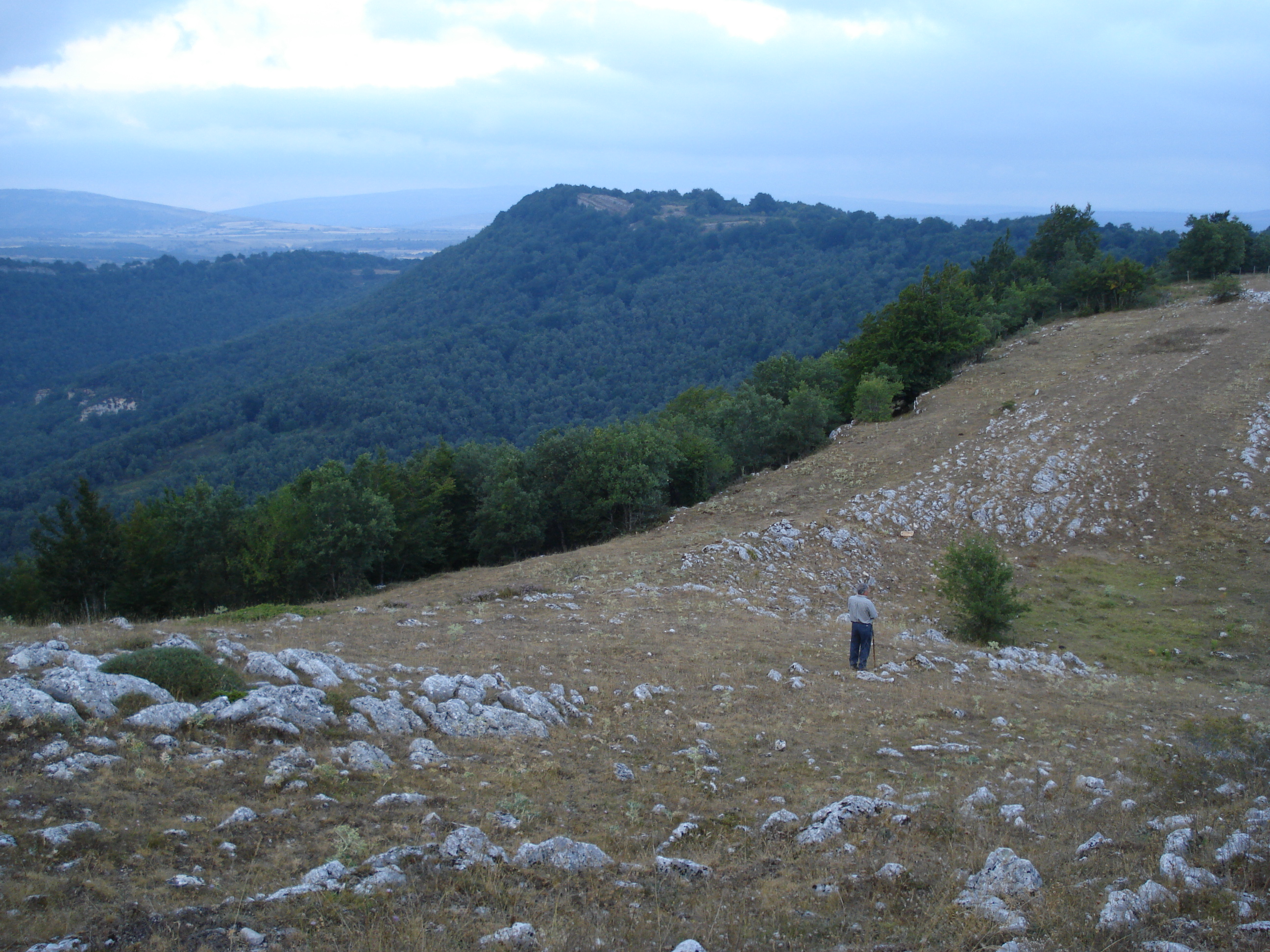
La lobera en el collado, se aprecia lo frondoso de la Hoya en contraste con el páramo

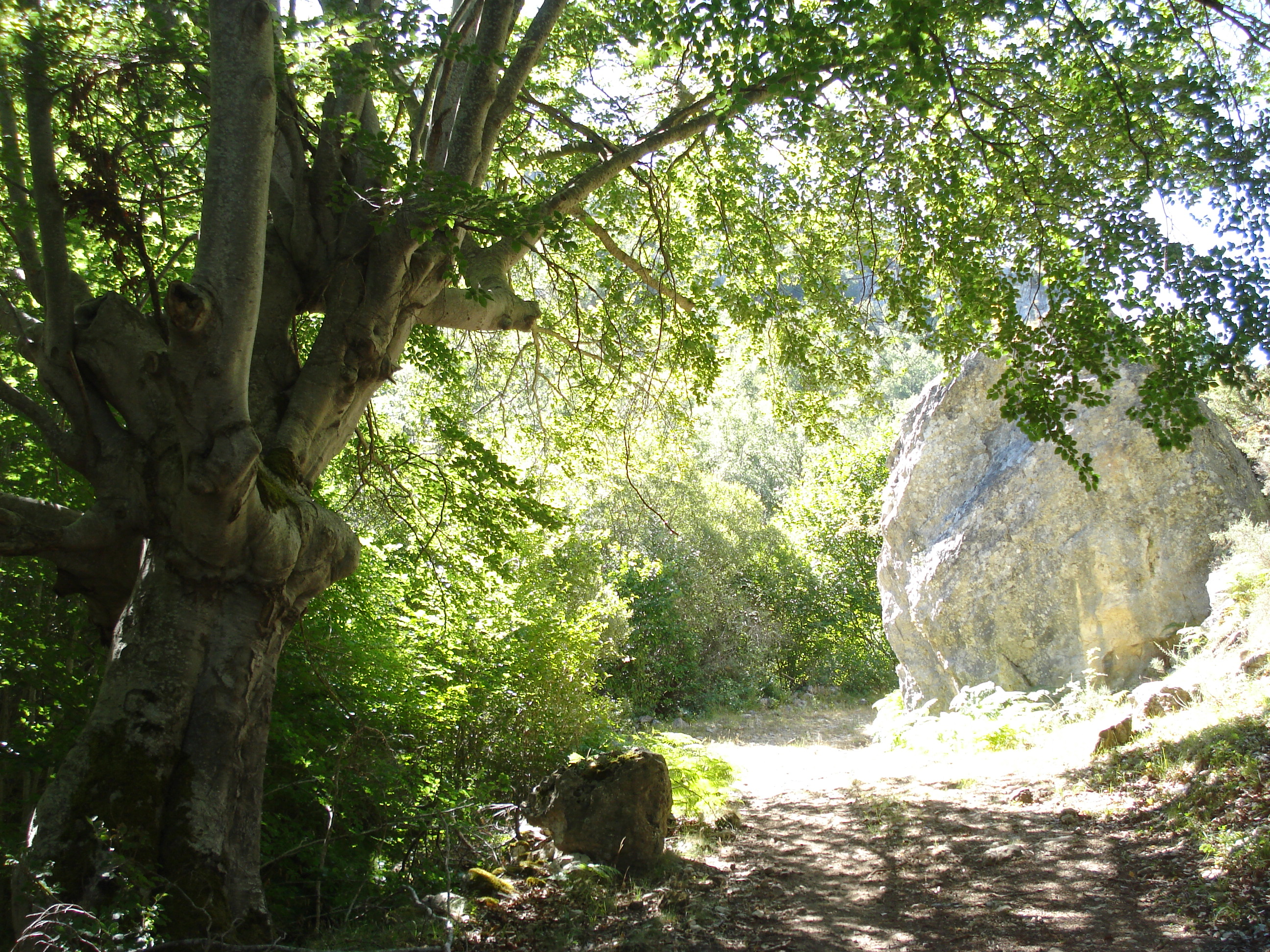
Senda de Huidobro a Pesquera de Ebro por el arroyo Turriente